# Clivinarchus
Clivinarchus is een geslacht van kevers uit de familie van de loopkevers (Carabidae). De wetenschappelijke naam van het geslacht is voor het eerst geldig gepubliceerd in 1896 door Sloane.

## Soorten
Het geslacht Clivinarchus is monotypisch en omvat slechts de volgende soort:
- Clivinarchus perlongus Sloane, 1896